# Бадер, Николай Оттович
Никола́й О́ттович Ба́дер (23 июля 1935 — 1 июля 2015) — советский и российский археолог, специалист по позднему палеолиту и мезолиту Европы и Ближнего Востока. Доктор исторических наук, ведущий научный сотрудник Отдела теории и методики ИА РАН. Сын Отто Бадера, муж Ирины Золотарёвой.

## Биография
В 1965 году защитил кандидатскую диссертацию «Историко-культурные области верхнепалеолитического и мезолитического времени в Восточном Средиземноморье», в 1989 году — докторскую «Древнейшие земледельцы Северной Месопотамии»
В 1960-е годы подвёл итоги археологического исследования стоянки Волчий грот в Крыму.

## Основные работы
- Мезолит СССР (один из редакторов и авторов), М.: Наука, 1989. — 352 с.
- Поздний палеолит Кавказа // Археология СССР: Палеолит СССР. — М., 1984
- Мезолит Кавказа // Археология СССР: Мезолит СССР. — М., 1989
- Древнейшие земледельцы Северной Месопотамии — Earliest cultivators in Northern Mesopotamia: Исслед. Сов. археол. экспедиции в Ираке, на поселениях телль Магзалия, тель Сотто, Кюльтепе / Н. О. Бадер; Отв. ред. Р. М. Мунчаев; АН СССР, Ин-т археологии. — М.: Наука, 1989
- Позднепалеолитическое поселение Сунгирь (погребения и окружающая среда). — М., 1998 (отв. редактор и автор разделов)
- Early stages in the evolutions of Mesopotamian civilisation. Sovet excavation in Northern Iraq. — The University of Arizona Press, 1993 (автор разделов)

## Признание
Лауреат Государственной премии РФ в области науки и техники (1999, совместно с Н. Я. Мерпертом и Р. М. Мунчаевым за цикл трудов «Древнейшая история и культура Месопотамии VIII—IV тысячелетия до н. э.») и премии им. Н. Н. Миклухо-Маклая РАН (2002, совместно с Т. И. Алексеевой за коллективную монографию «Homo Sungirensis: Верхнепалеолитический человек: экологические и эволюционные аспекты исследования»)